# Jörg Rössel
Jörg Rössel (* 11. März 1968 in Opladen) ist ein deutscher Soziologe und Hochschullehrer.

## Leben
Rössel studierte von 1989 bis 1994 Soziologie mit den Nebenfächern Volkswirtschaftslehre, Statistik und Psychologie sowie Geschichtswissenschaften mit den  Nebenfächern Nordamerikastudien und Philosophie an der Freien Universität Berlin. Er wechselte 1994 als Wissenschaftlicher Mitarbeiter an das Institut für Kulturwissenschaften an die Universität Leipzig. Dort wurde er 1999 mit der Dissertation Soziale Mobilisierung und Demokratie: die preußischen Wahlrechtskonflikte 1900 bis 1918 zum Dr. phil. promoviert. Anschließend blieb er bis 2005 als Wissenschaftlicher Assistent an der Universität Leipzig. Von 2003 bis 2004 war er John F. Kennedy Fellow am Center for European Studies der Harvard University, anschließend bis 2005 Gastprofessor an der International University Bremen. 2005 erfolgte an der FU Berlin seine Habilitation mit der Schrift Plurale Sozialstrukturanalyse: eine handlungstheoretische Rekonstruktion der Grundbegriffe der Sozialstrukturanalyse.
Von 2005 bis 2006 vertrat er zunächst den Lehrstuhl für Allgemeine Soziologie an der Staatswissenschaftlichen Fakultät der Universität Erfurt, auf den er dann 2006 ordentlich berufen wurde. 2007 nahm er einen Ruf an das Forschungsinstitut für Soziologie der Universität zu Köln an.
Seit 2008 hat Rössel eine Professur für Soziologie am Soziologischen Institut der Universität Zürich inne, seit 2013 ist er zudem Direktor des Soziologischen Instituts der Universität Zürich. Außerdem ist er Mitherausgeber der Zeitschrift für Soziologie.

## Forschungsschwerpunkte
Die Interessen von Rössel liegen in der Sozialstrukturanalyse, den Soziologischen Theorien, der Politischen Soziologie, Kultursoziologie sowie der historisch-vergleichenden Soziologie.

## Publikationen (Auswahl)
- Sozialstrukturanalyse: eine kompakte Einführung, Verlag für Sozialwissenschaften, Wiesbaden 2009. ISBN 3-531-14997-0.
- Plurale Sozialstrukturanalyse: eine handlungstheoretische Rekonstruktion der Grundbegriffe der Sozialstrukturanalyse, Verlag für Sozialwissenschaften, Wiesbaden 2005. ISBN 3-531-14782-X.
- Soziale Mobilisierung und Demokratie : die preußischen Wahlrechtskonflikte 1900 bis 1918, Deutscher Universitätsverlag, Wiesbaden 2000. ISBN 3-8244-4410-0.